# روتشستر ريد وينغز
روتشستر ريد وينغز هو فريق كرة قاعدة أمريكي أٌسس عام 1899. يلعب الفريق في International League ‏.